# Alsodes nodosus
Alsodes nodosus – gatunek płaza bezogonowego z rodziny Alsodidae. Występuje w środkowym Chile – od regionu Coquimbo do Maule; stwierdzenia z Argentyny uznane zostały za nieważne. Naturalnym środowiskiem tego gatunku są zarośla i strumienie – głównie stałe, ale także sezonowe. Jest bliski zagrożenia wyginięciem, głównie z powodu utraty siedlisk.